# Królobójstwo
Królobójstwo – zabójstwo króla, władcy, osoby stojącej na czele jakiejś społeczności. W określonych okolicznościach było czynem legalnym ujętym w ramy ceremonii, mającym charakter sakralny (święty).

## Królobójstwo w Babilonie
W dawnym Babilonie podczas dorocznych obrzędów (jak wynika z inskrypcji były to swoiste obchody Nowego Roku) wybierano fikcyjnego władcę, który otrzymywał wszystkie przywileje, po pięciu dniach tak urzędującego króla obnażano, bito i w końcu zabijano. Adaptacją tego zwyczaju mogło być żydowskie święto Purim.

## Królobójstwo na Rusi
Królobójstwo praktykowano u Chazarów od około VI do XV wieku na terenach południowej Rusi. Królowie mieli tam określony okres sprawowania władzy, po którym gineli z rąk zabójców. Oddawali życie również w przypadku niepomyślnych wydarzeń.

## Królobójstwo w Afryce
Zabójstwo króla było zwyczajem bardzo silnie zakorzenionym w wielu plemionach i społecznościach Afryki. Król był uznawany za namiestnika mocy pozaziemskich i był traktowany jak bóg, jednocześnie był osobą odpowiedzialną za dobrobyt ludu. Termin zabójstwa bywał uzgadniany ale król mógł być też zabity w np. przypadku choroby, demencji starczej albo niepomyślnych wydarzeń.
U niektórych ludów afrykańskich król musiał codziennie zjawiać się w określonym miejscu by wymierzać tam sprawiedliwość, gdy nie stawił się przez trzy dni zabijano go.
Mieszkańcy z Kongo wierzyli, że gdy ich arcykapłan chitome umrze śmiercią naturalną stanie się to zapowiedzią końca świata. Aby do tego nie dopuścić w przypadku powstania podejrzeń, że może do tego dojść następca króla uśmiercał go.
W Bunyoro (prowincja dzisiejszej Ugandy) istniał doroczny zwyczaj wybierania z rodu fikcyjnego króla. Miał on stanowić reinkarnację zmarłego monarchy. Przez tydzień przebywał on potem razem z wdowami w grobowcu, gdzie w końcu ginął uduszony.
Szyllukowie zamieszkujący obszar na zachodnim brzegu Nilu Białego od Nosee na południu po północne obszary Sudanu praktykowali królobójstwo jeszcze w końcu XIX wieku.